# Cyphotilapia frontosa
Cyphotilapia frontosa là một loài cá thuộc họ Cá hoàng đế. C. frontosalà loài đặc hữu của hồ Tanganyika và phân bố rộng rãi ở nửa phía bắc hồ còn loài có mối quan hệ gần gũi với nó là Cyphotilapia gibberosa sinh sống ở nửa phía nam hồ. Không giống như nhiều loài cá hoàng đế khác, C. frontosa là loài cá sống ở gần mặt nước và hiếm khi vào gần bờ. Loài này có thể dài đến 35 cm và có thể sống thọ đến 25 năm. Đây là một loài cá cảnh. Nó là loài săn mồi cơ hội và có thể ăn thực phẩm chế biến sẵn và thực phẩm ướp lạnh.